# Crise politique de 2013-2014 en Thaïlande
La Thaïlande fait face à une crise politique depuis novembre 2013. Cette crise se traduit notamment par d'importantes manifestations qui ont conduit à la dissolution du gouvernement. La Première ministre Yingluck Shinawatra est destituée par la Cour constitutionnelle le 17 mai 2014. Le 20 mai 2014, les forces armées annoncent la mise en place de la loi martiale sur tout le territoire, et par la voix du général Prayuth Chan-ocha, déclarent prendre le pouvoir deux jours plus tard, pour le dix-neuvième coup d'État militaire tenté ou réussi dans le pays depuis l'instauration de la monarchie constitutionnelle en 1932.

## Origine et motivations
En 2001, le parti Thai rak Thai (Thaï aime les Thaïs) mené par Thaksin Shinawatra remporte les élections et ce dernier devient Premier ministre. Il lance un certain nombre de réformes à destination des classes populaires, surtout rurales, notamment dans l'Est du pays. Le 19 septembre 2006, alors qu'il se trouve à New York devant l'Assemblée générale des Nations unies, Thaksin est renversé par une partie des forces armées qui le contraint à l'exil à Dubaï. Lors de nouvelles élections législatives tenues en juillet 2011, le Pheu Thai (Parti pour les Thaïs) dirigé par sa sœur cadette, Yingluck Shinawatra, emporte une majorité absolue des voix et obtient 265 sièges sur les 500 de la Chambre des représentants. Yingluck devient alors la première femme Premier ministre de Thaïlande.

## Manifestations
Début novembre 2013, un projet de loi d'amnistie qui allait exonérer l'ancien Premier ministre Thaksin Shinawatra, d'une condamnation pour corruption déclenche cette crise politique. Le rejet de cette loi d'amnistie par le Sénat le 11 novembre 2013, ne calme pas le mouvement mené notamment par la mouvance « jaune » du Parti démocrate de l'ancien Premier ministre Abhisit Vejjajiva. Les manifestants réclament notamment le départ du gouvernement dirigé par Yingluck Shinawatra, accusée de vouloir « blanchir » son frère.
Dans le pays, les manifestants s'organisent de façon impressionnante : ils barrent les avenues vers le monument de la démocratie à Bangkok et installent de grand chapiteaux, avec « cantines », tentes, etc. Les tribunes sont dressées sur la place du monument et des écrans géants retransmettent les interventions des orateurs.
Le 25 novembre 2013, le ministère des Finances est occupé et un mandat d’arrêt contre Suthep Thaugsuban, un des meneurs des manifestants, est émis. Le 29 novembre 2013, le bâtiment du siège de l'armée thaïlandaise est occupé pendant deux heures,. Le 3 décembre 2013, les manifestants envahissent le siège du gouvernement.
Yingluck Shinawatra quitte la capitale pour rejoindre la station balnéaire de Hua Hin. Le 8 décembre 2013, 152 parlementaires démissionnent.

## Élections anticipées
Le 9 décembre 2013, la Première ministre thaïlandaise Yingluck Shinawatra dissout l'Assemblée nationale et convoque de nouvelles élections qui se tiennent le 2 février 2014.
Les élections ne se déroulent pas dans de bonne conditions et sont invalidées le 24 mars 2014 par la Cour constitutionnelle. De nouvelles élections sont fixées pour le 20 juillet 2014.

## Destitution de Yingluck Shinawatra
Entretemps, un groupe de sénateurs dépose une plainte contre la Première ministre pour abus de pouvoir concernant la nomination litigieuse d'un haut fonctionnaire à un poste de son parti.
Yingluck Shinawatra est appelée le 6 mai 2014 devant la Cour constitutionnelle pour cette affaire d'abus de pouvoir. Le verdict est rendu le 7 mai : la cour prononce sa destitution. Le ministre du Commerce, également vice-Premier ministre, Niwatthamrong Boonsongpaisan, est nommé Premier ministre par intérim.
Le 9 mai, les « chemises jaunes », manifestent devant le siège du gouvernement pour exiger sa démission et demandent la mise en place d'un « conseil du peuple », non élu, pour le remplacer. Un jour après, les « chemises rouges », favorables au gouvernement, défilent dans les rues de Bangkok pour soutenir le gouvernement.

## Coup d'État militaire du 22 mai 2014

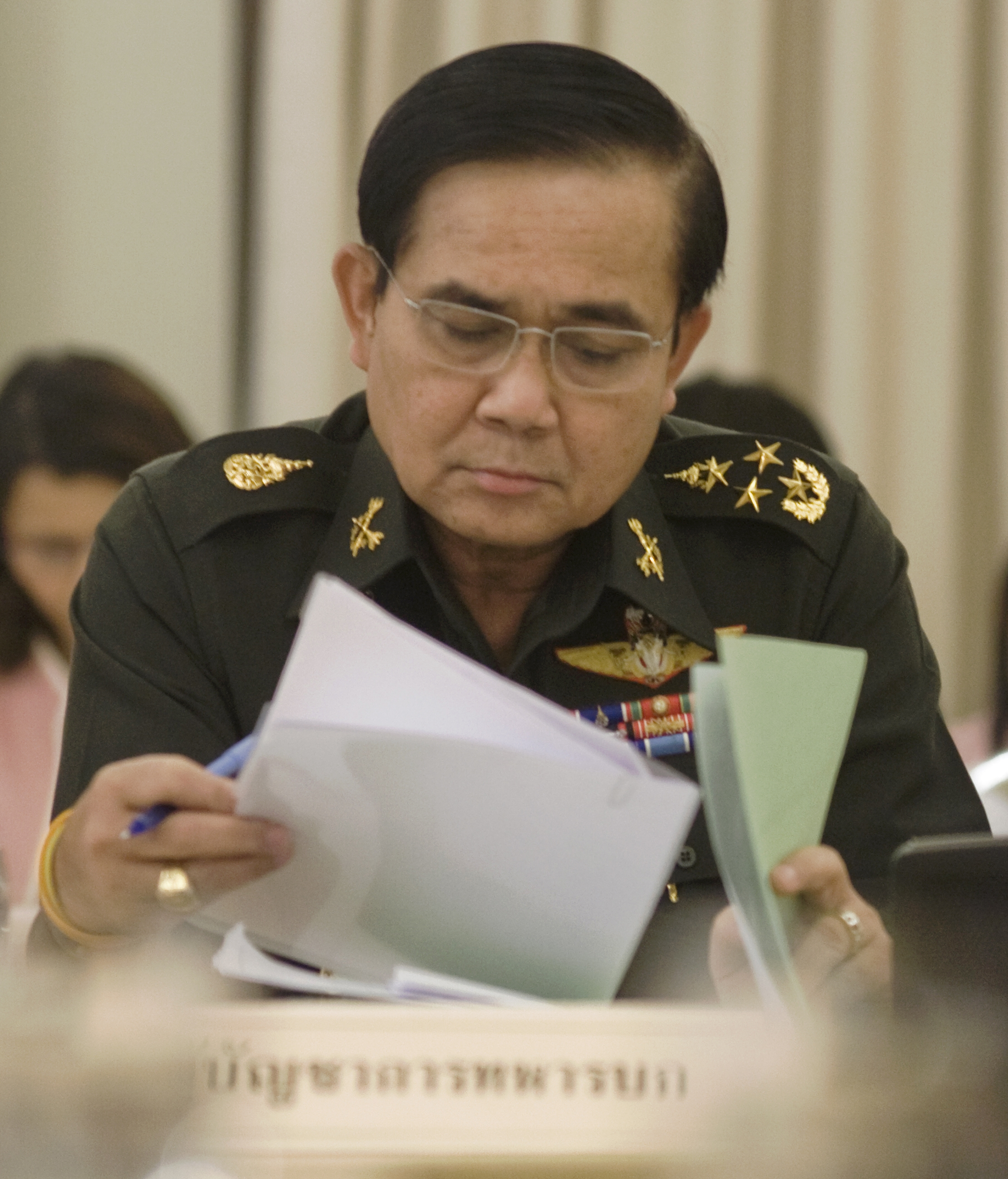
Le général Prayut Chan-OCha en 2010.

Au cours de la crise, le 22 mai 2014, les violences dans le pays font 28 morts dans des attaques par armes et grenades. C'est un des prétextes avancés par les forces armées thaïlandaises pour annoncer la loi martiale le 20 mai 2014. Alors que des discussions entre les deux camps imposées par l'armée ont lieu dans un bâtiment militaire le 20 mai, le chef d'état-major de l'armée de terre, le lieutenant-général Prayuth Chan-ocha, en poste depuis octobre 2010, déclenche le 22 mai le dix-neuvième coup d'État militaire tenté ou réussi dans le pays depuis 1932, « Pour que le pays revienne à la normale » explique-t-il. Le même jour, la constitution de 2007 est suspendue, le couvre-feu est instauré et les rassemblements sont interdits. Le mot d'ordre « Tous les Thaïlandais doivent rester calmes et les fonctionnaires doivent continuer à travailler comme d'habitude » est également lancé. Les rassemblements de plus de cinq personnes sont interdits. Le 24, la junte militaire, sous la forme du Conseil national pour la paix et le maintien de l'ordre, dissout le Sénat.